# Eugenia undulata
Eugenia undulata är en myrtenväxtart som beskrevs av Jean Baptiste Christophe Fusée Aublet. Eugenia undulata ingår i släktet Eugenia och familjen myrtenväxter. Inga underarter finns listade i Catalogue of Life.